# Gran Lohner
 El Gran Lohner (también escrito Gran Loner, en alemán: Great Lohner ), es una montaña de piedra caliza de los Alpes de Berna, situada entre Adelboden y Kandersteg en el Oberland bernés. La cumbre principal tiene una elevación de 3.048,7 m sobre el nivel del mar y se distingue por el nombre Vorder Lohner ("Fore Lohner"). La montaña cuenta con varios otros picos, de este a oeste:
- Nünihorn, 2.717 m
- Hinder Lohner (Rear Lohner), 2.929 m
- Mittler Lohner ( Lohner Central ) 3.002 m
- Mittaghorn, 2.678 m

La cordillera Lohner se encuentra al este de Adelboden en el valle de Engstlige y al suroeste de Kandersteg en el valle de Kander. El Gran Lohner está separado del Chlyne Lohner (Pequeñol Lohner) al norte por el puerto de Bunderchrinde, que ofrece una ruta de senderismo entre Adelboden y Kandersteg.
El primer turista en escalar el Lohner fue C. Dürheim de Berna en julio de 1876. En agosto del mismo año, cuatro miembros del Club Alpino,  encontraron durante otro ascenso una botella con los nombres de los dos guías de montaña de Kandersteg, Ogi y Hari, con fecha de 1875.
Aproximadamente a mitad de la altura de la montaña se encuentra el refugio de Lohner, al que pueden llegar excursionistas expertos sin el equipo de escalada adecuado. 
La montaña, con sus muchos taludes, es casi solo accesible por una de sus tres crestas. Desde el refugio de Lohner, los escaladores expertos pueden llegar al Mittler Lohner por esta cara. 